# 1. FC Köln
1. Fußball-Club Köln 01/07 e. V., znan pod krajšim imenom 1. FC Köln  je nemški nogometni klub iz Kölna. Nastal je leta 1948 z združitvijo klubov Kölner Ballspiel-Club 1901 in SpVgg Sülz 07. Köln igra v 1. Bundesligi. Njegov stadion je RheinEnergieStadion. Zaradi kozla v logotipu kluba imajo igralci Kölna nadimek 'kozlički'. Köln ima poleg nogometnega kluba tudi rokometni, namiznoteniški in gimnastični klub.